# Dansescenen
Dansescenen var Danmarks første teater dedikeret til moderne dans. Teateret åbnede i 1993 på Østerfælled Torv på Østerbro. I 2009 flyttede teateret til nye lokaler i Carlsberg Byen på Vesterbro.  
I 2012 fusionerede Dansescenen med Dansens Hus under navnet Dansehallerne.